# سید زیان
سید زیان (عربی: سيد زيان؛ ۱۷ اوت ۱۹۴۳ – ۱۳ آوریل ۲۰۱۶) هنرپیشه اهل مصر بود. از فیلم‌هایی که او در آن حضور داشته می‌توان به گدا اشاره کرد.